# Нецшкау
Нецшкау (њем. Netzschkau) град је у њемачкој савезној држави Саксонија. Једно је од 45 општинских средишта округа Фогтланд. Према процјени из 2010. у граду је живјело 4.251 становника. Посједује регионалну шифру (AGS) 14523260.

## Географски и демографски подаци
Нецшкау се налази у савезној држави Саксонија у округу Фогтланд. Град се налази на надморској висини од 378 метара. Површина општине износи 12,5 km². У самом граду је, према процјени из 2010. године, живјело 4.251 становника. Просјечна густина становништва износи 340 становника/km².